# Котер (Арканзас)
Котер (енгл. Cotter) град је у америчкој савезној држави Арканзас.

## Демографија
По попису из 2010. године број становника је 970, што је 49 (5,3%) становника више него 2000. године.
| Група             | 2000.       | 2010.       |
| Белци             | 884 (96,0%) | 898 (92,6%) |
| Афроамериканци    | 0 (0,0%)    | 1 (0,1%)    |
| Азијати           | 2 (0,2%)    | 2 (0,2%)    |
| Хиспаноамериканци | 14 (1,5%)   | 33 (3,4%)   |
| Укупно            | 921         | 970         |